# Deán

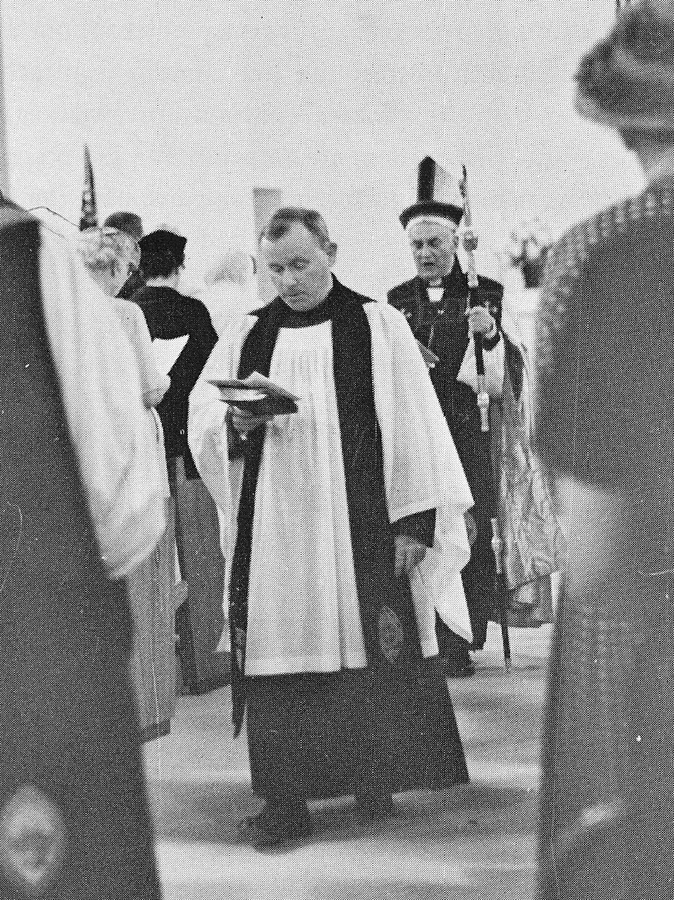
El deán de la Catedral de Memphis, William A. Dimmick en 1960

El deán es un cargo eclesiástico cristiano que difiere según la confesión. El nombre proviene de la palabra latina decanus, utilizada en el ejército romano para el suboficial al mando de diez soldados.
En la antigua Universidad de Alcalá de Henares, el deán era el graduado más antiguo de cada facultad.
En algunos países hispanohablantes con influencia idiomática de Estados Unidos, se le llama en inglés: dean (pronunciado [dín]). También se utiliza como nombre de pila: Dean (pronunciado como palabra grave o llana: [déan]).

## Iglesia católica
- En la Iglesia católica, el deán es el presbítero que preside el capítulo de canónigos, también llamado cabildo catedralicio en las catedrales, y cabildo en las colegiatas.

- El párroco de la iglesia más importante de una ciudad también puede ser conocido por deán.

- En la regla benedictina, al jefe de un grupo de diez monjes se le designaba como «deán».

## Iglesia de Inglaterra (anglicana)

Atributos externos del deán en la Iglesia de Inglaterra.

- En la Iglesia de Inglaterra, se denomina «deán de la catedral» al funcionario eclesiástico que desempeña el cargo inmediatamente inferior al obispo.

- El párroco de la iglesia más importante de una ciudad también puede ser conocido por deán.

## Historia
Antiguamente había deanes entre los monjes, de los cuales se hace mención en la regla de San Benito: tenían el tercer lugar después del preboste y del abad en los monasterios. Estos deanes fueron propuestos después para gobernar y regir lo que los monjes antiguos llamaban celdas o prioratos y obediencias, que dependían de los monasterios, como se practicaba en la orden cluniacense. 
Habiendo caído en adelante las abadías en manos seculares, ponían prebostes y deanes en su lugar para que las gobernasen. 
A imitación de estos deanes regulares, adscribieron los canónigos el nombre de «deán» en algunos cabildos, a aquel que era cabeza de ellos y esto ha llegado a ser muy común, habiéndose extinguido en muchas iglesias el título de «preboste» o habiéndolo cedido al deán. También había deanes entre los curas de la campiña que se llamaban «deanes rurales», que en algún modo son arciprestes. Su establecimiento es antiguo en las Galias, en Inglaterra y en Alemania pero no era conocido en Italia, donde los obispados son muy cortos. San Carlos Borromeo los estableció allí. Es pues a ellos a quienes encaminaba el obispo los recién provistos en beneficios curados para que los pusieran en posesión.

## Funciones
Las funciones de los deanes son :

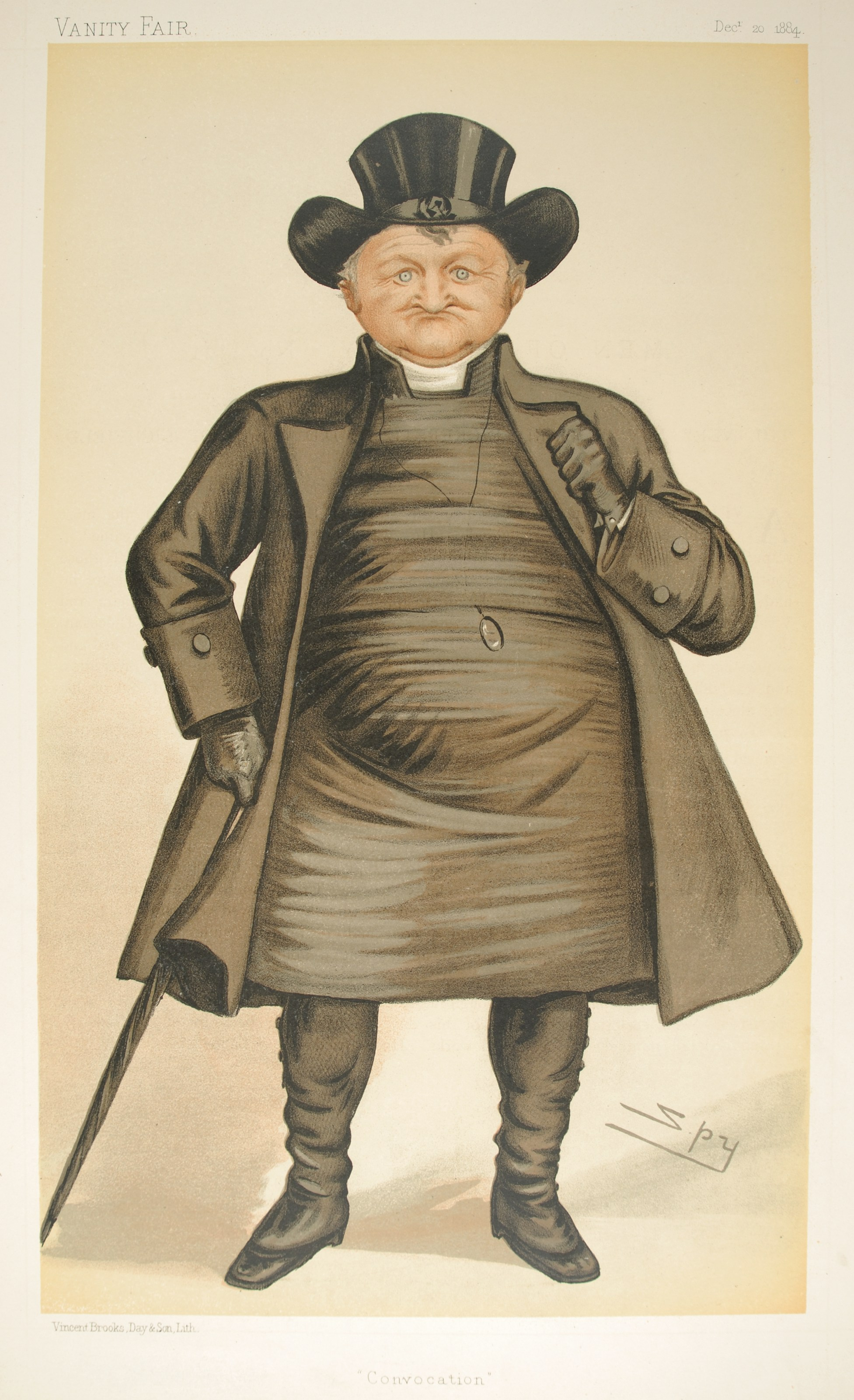
Edward Bickersteth, deán de Lichfield en el

- tener una especie de inspección sobre los curas de su deanato
- advertir al obispo el modo en que se portan
- promulgar y tener las conferencias eclesiásticas en casa de ellos
- aprobar, en caso de necesidad, cada quince días sacerdotes para confesar
- velar en cuanto pasa y acontece en su Deanato, tanto por lo que mira a lo espiritual, como a lo temporal de las iglesias.[2]

## Otros usos
- Este nombre se daba en otro tiempo a aquel que mandaba diez soldados y después entre los Griegos a los alguaciles, y de aquí proviene el haber llamado las cárceles decanicas o deanatas, como se ve en las novelas de Justiniano. Los obispos tenían también antiguamente sus decanicas o prisiones de las cuales se hace mención en el concilio de Éfeso III general y en el de Colonia el año 1260.
- Había también oficiales o ministros en la iglesia griega que se llamaban deanes, establecidos para emplazar los clérigos, hacer se ejecutasen las sentencias de los obispos y cuidar de los entierros.
- El nombre de deán se dio también a los tiradores de horóscopos, porque dividían las partes del cielo, en tres decenas o décimas partes y asignado por presidente a cada decena un astro o un Dios, como lo nota el poeta Manilio por estos versos:

Qui farte in decima dixere Decanon agentem,

ut numero nomen pofitum est, quod partibus astra

Condita tricenis triplici sub sorte ferentur.